# Clean (Programmiersprache)
Clean ist eine funktionale Programmiersprache.
Clean zeichnet sich durch referenzielle Transparenz aus, was bedeutet, dass das Ergebnis eines Funktionsaufrufes nur von den Eingabeparametern abhängt. Bei gleichen Eingabeparametern erhält man also auch immer das gleiche Ergebnis.
Clean hat ähnliche Eigenschaften wie die Programmiersprache Haskell.
Auffälligster Unterschied ist die Verwendung von uniqueness typing für die Ein- und Ausgabe anstelle einer Monade.

## Beispiele
```
 
module
 
hallo

 
Start
 
=
 
"Hallo Welt!"

```

Fakultät (Mathematik):
```
 
module
 
fakultaet

 
fak
 
0
 
=
 
1

 
fak
 
n
 
=
 
n
 
*
 
fak
 
(
n
-1
)

 
// Berechne den Wert von 10 Fakultät

 
Start
 
=
 
fak
 
10

```

Fibonacci-Folge:
```
 
module
 
fibonacci

 
fib
 
0
 
=
 
0

 
fib
 
1
 
=
 
1

 
fib
 
n
 
=
 
fib
 
(
n
 
-
 
2
)
 
+
 
fib
 
(
n
 
-
 
1
)

 
// Berechne den Wert der siebten Fibonacci-Zahl

 
Start
 
=
 
fib
 
7

```

Infixnotation:
```
 
(
^
)
 
infixr
 
8
 
::
 
Int
 
Int
 
->
 
Int

 
(
^
)
 
x
 
0
 
=
 
1

 
(
^
)
 
x
 
n
 
=
 
x
 
*
 
x
 
^
 
(
n
-1
)

```

Die gegebene Typdeklaration definiert die Funktion (^) als rechtsassoziativen Infixoperator mit Priorität 8. Dies bedeutet, dass x*x^(n-1) äquivalent ist zu x*(x^(n-1)) ist, und nicht zu (x*x)^(n-1). Der (^)-Operator ist in der Clean-Standard-Umgebung vordefiniert.
Quicksort
```
  
module
 
sort

  
qsort
 
::
 
[
a
]
 
->
 
[
a
]
 
|
 
Ord
 
a

  
qsort
 
[]
     
=
 
[]

  
qsort
 
[
a
:
xs
]
 
=
 
qsort
 
[
x
 
\\
 
x
 
<-
 
xs
 
|
 
x
 
<
 
a
]
 
++
 
[
a
]
 
++
 
qsort
 
[
x
 
\\
 
x
 
<-
xs
 
|
 
x
 
>=
 
a
]

  
// sortiere Liste

  
Start
 
=
 
qsort
 
[
5
,
4
,
3
,
2
,
1
]

```